# Rasmus Birkeland
Rasmus Birkeland (14 de abril de 1888 — 12 de dezembro de 1972) foi um velejador norueguês, campeão olímpico. Ele competiu nos Jogos Olímpicos de Verão de 1920 na classe 12 Metre e conquistou a medalha de ouro na disputa realizada segundo as regras de 1907 a bordo do Atlanta com Henrik Østervold, Halvor Birkeland, Lauritz Christiansen, Hans Næss, Halvor Møgster, Jan Østervold, Kristian Østervold e Ole Østervold.